# Mognard
Mognard est une ancienne commune française située dans le département de la Savoie en région Rhône-Alpes. Elle fait partie du pays de l'Albanais et du canton d'Albens.
Par arrêté préfectoral du 25 septembre 2015, elle devient une commune déléguée au sein de la commune nouvelle d'Entrelacs le 1er janvier 2016.

## Toponymie
En francoprovençal, le nom de la commune s'écrit Monyâ, selon la graphie de Conflans.

## Histoire
Aucune trace d'implantation humaine antérieure au Moyen Âge n'est actuellement connue sur le territoire de Mognard.
L'Église placée sous le vocable de Saint Pierre, est mentionnée à la fin du XIIe siècle, mais son origine est sans doute plus ancienne. Elle dépendait du Prieuré du Granier puis, après la catastrophe de 1248, de celui de Saint-Baldoph. Elle fut reconstruite à la fin du XIXe siècle, un peu plus au sud que l'édifice ancien.
Près de l'Église, se trouvait la maison forte médiévale des Regard, aujourd'hui détruite.
Au bord du Ruisseau des Marterets, se trouvait jadis l'hôpital médiéval de Droise, tenu par les chevaliers hospitaliers de Saint-Jean de Jérusalem. Les différents bâtiments sont déjà en ruine lors de la visite de Saint François de Sales en 1606, et seule la chapelle, bien que délabrée, est encore utilisable. 
À la fin du XIXe siècle, des vestiges de cet établissement étaient encore visibles.
À Maclin, subsistent des vestiges d'une maison forte antérieure à 1341.
La commune a fusionné avec Albens, Cessens, Épersy, Saint-Germain-la-Chambotte et Saint-Girod pour former au 1er janvier 2016 la commune d'Entrelacs.

## Politique et administration
| Période                                  | Période       | Identité                  | Étiquette | Qualité |
| ---------------------------------------- | ------------- | ------------------------- | --------- | --- |
| Les données manquantes sont à compléter. |               |                           |           | |
| 1860                                     |               | Pierre-Amédée Michaud     |           | |
|                                          |               | Marie-Joseph Clerc-Renaud |           | Chevalier de la Légion d'honneur |
| Les données manquantes sont à compléter. |               |                           |           | |
|                                          |               | Gilbert Clerc-Renaud      |           | |
| mars 2001                                | décembre 2015 | Bernard Marin             |           | Président de la communauté de communes du canton d'Albens (1994 → 2016) Vice-président de la Communauté d'agglomération Grand Lac (2017 → 2020) Maire d'Entrelacs (2016 → 2020) |

## Démographie
L'évolution du nombre d'habitants est connue à travers les recensements de la population effectués dans la commune depuis 1793. À partir du 1er janvier 2009, les populations légales des communes sont publiées annuellement dans le cadre d'un recensement qui repose désormais sur une collecte d'information annuelle, concernant successivement tous les territoires communaux au cours d'une période de cinq ans. 
Pour les communes de moins de 10 000 habitants, une enquête de recensement portant sur toute la population est réalisée tous les cinq ans, les populations légales des années intermédiaires étant quant à elles estimées par interpolation ou extrapolation. Pour la commune, le premier recensement exhaustif entrant dans le cadre du nouveau dispositif a été réalisé en 2005,.
En 2013, la commune comptait 423 habitants, en évolution de +4,44 % par rapport à 2008 (Savoie : +3,87 %, France hors Mayotte : +2,49 %).
| 1793 | 1800 | 1806 | 1822 | 1838 | 1848 | 1858 | 1861 | 1866 |
| ---- | ---- | ---- | ---- | ---- | ---- | ---- | ---- | ---- |
| 294  | 285  | 293  | 341  | 395  | 457  | 423  | 431  | 475  |

| 1872 | 1876 | 1881 | 1886 | 1891 | 1896 | 1901 | 1906 | 1911 |
| ---- | ---- | ---- | ---- | ---- | ---- | ---- | ---- | ---- |
| 458  | 431  | 478  | 409  | 435  | 402  | 341  | 332  | 337  |

| 1921 | 1926 | 1931 | 1936 | 1946 | 1954 | 1962 | 1968 | 1975 |
| ---- | ---- | ---- | ---- | ---- | ---- | ---- | ---- | ---- |
| 315  | 274  | 267  | 234  | 231  | 213  | 204  | 162  | 175  |

| 1982 | 1990 | 1999 | 2005 | 2010 | 2013 | - | - | - |
| ---- | ---- | ---- | ---- | ---- | ---- | - | - | - |
| 208  | 256  | 300  | 388  | 418  | 423  | - | - | - |

## Culture locale et patrimoine

### Lieux et monuments

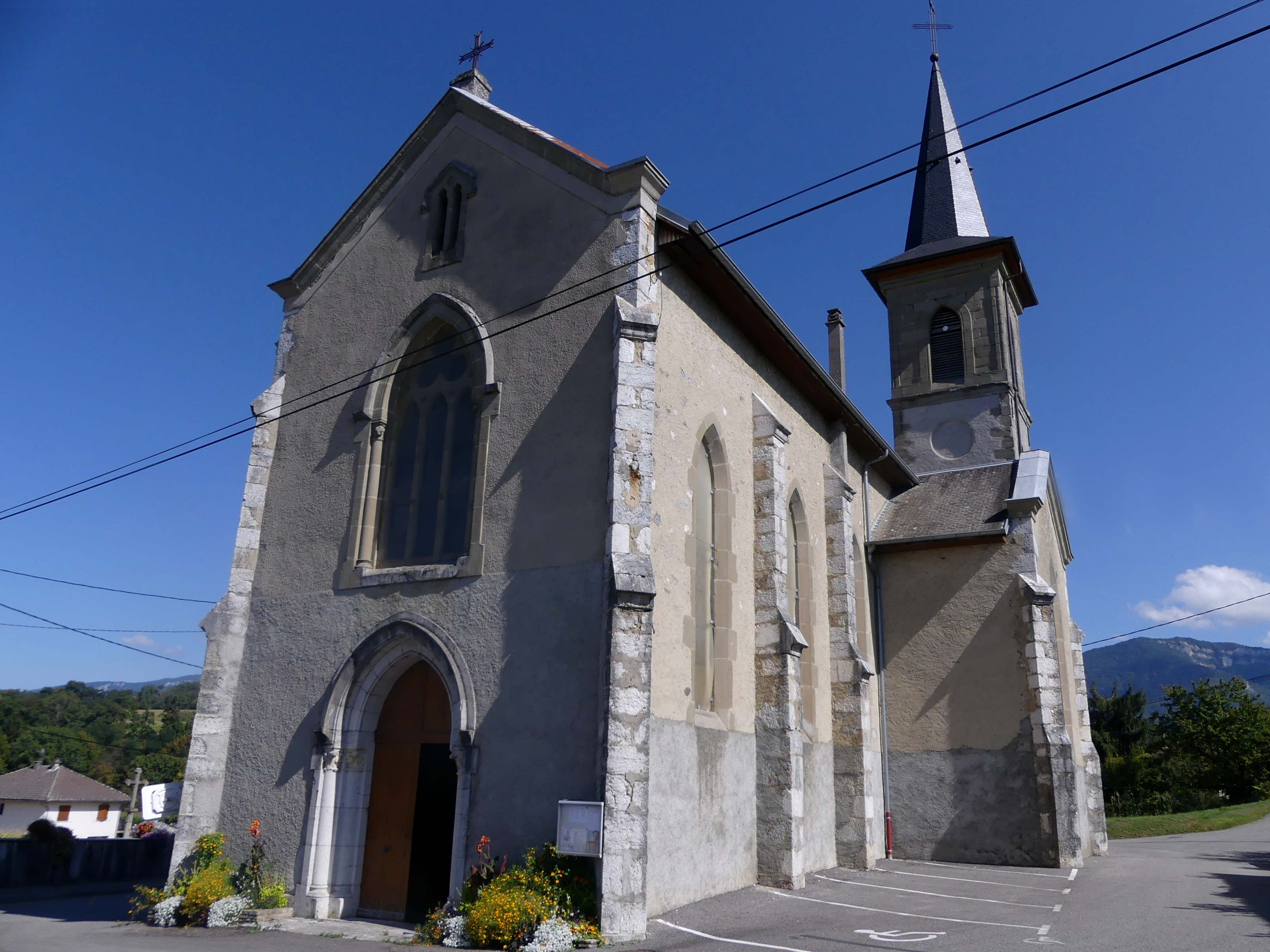
Église Saint-Pierre.

- Maison forte de Mognard, propriété de la famille Michaud
- Église placée sous le patronage de Saint Pierre. Le nouvel édifice, de style néogothique, est construit selon les plans de l'architecte des Bâtiments du département et architecte diocésain, Joseph Samuel Revel, en 1875. Elle est consacrée en 1898[10].
- La Chataigneraie
- Le séchoir à tabac de Droisette, bâtiment de la fin du XIXe siècle ou du tout début du XXe siècle construit en pierre avec ornement des ouvertures et des angles en brique rouge[11],[12].

### Personnalités liées à la commune

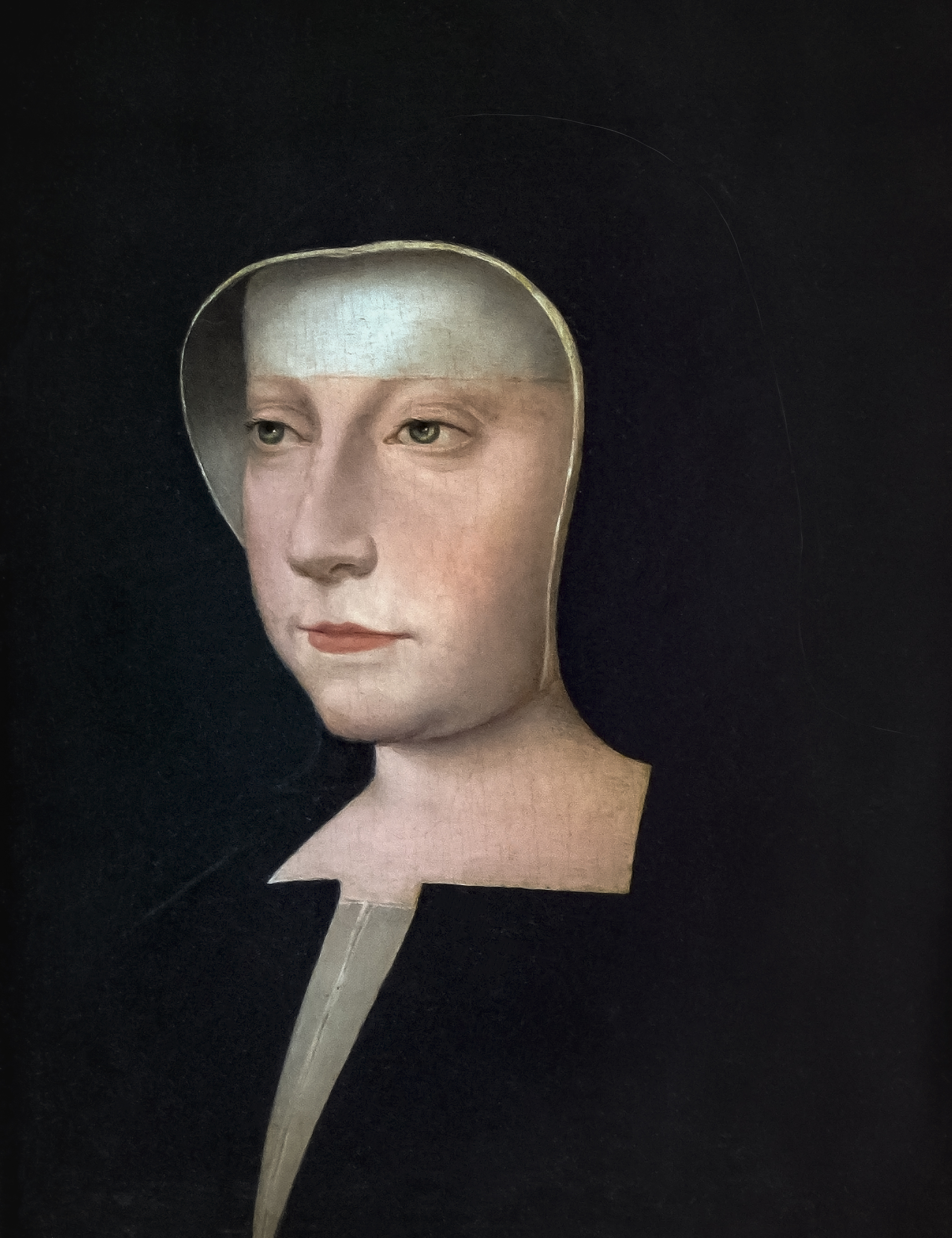
Louise de Savoie.

- Louise de Savoie[pourquoi ?] est née en 1476 à Pont-d'Ain et morte en 1531 à Grez-sur-Loing. Elle fut princesse de la maison ducale de Savoie, mère de Marguerite de Navarre, de François Ier et régente du royaume.
- Henri IV, qui se serait arrêté dans une grange de Mognard[réf. nécessaire].
- Joseph-François Michaud (1767-1839), historien, écrivain et journaliste, membre de l'Académie française, descendant de la famille Michaud, originaire de Mognard,(il est le petit-fils de Pierre Michaud né le 10 août 1678 à Mognard,et le petit-neveu de Joseph Michaud, châtelain de Mognard )[13],